# Commando M Pigg
Commando Musse Pigg som snabbt bytte namn till Commando M Pigg och senare till Commando, var en svensk musikgrupp, aktiv mellan 1980 och 1990. Gruppen bildades av Anders Karlsmark och Svante Fregert i Stockholm 1980, och blev ett av den nya vågens mest omskrivna band.
Gruppen spelade till en början en udda slags postpunk med absurdistiska texter framförda av Eva Sonessons särpräglade sångröst, men soundet blev efter hand mer konventionellt. I mitten av 1980-talet kortades gruppnamnet till Commando och man gav ut en rad engelskspråkiga album som bland annat uppmärksammades i Tyskland där gruppen turnerade.
Gruppen har återförenats för konserter hösten 2008, nu åter under namnet Commando M Pigg. Albumet När dom dumma har fest släpptes 2015.

## Medlemmar
- Svante Fregert
- Robert Halldin
- Anders Karlsmark
- Peter Puders
- Eva Sonesson
- Björn Wallgren
- Anders Hernestam

## Diskografi

### Commando M Pigg
- 1981 - Commando M Pigg
- 1983 - Mot stjärnorna
- 1984 - En stjärna bland faror
- 1985 - Time Beats

### Commando
- 1986 - Time Beats (Germany)
- 1986 - V
- 1987 - V (Germany)
- 1987 - VI
- 1989 - Battle of this week (LP+CD)
- 1990 - Battle of this week (LP+CD Germany)
- 1990 - VI/Time Beats (samlings-CD)
- 1991 - Just a dream (CD USA/Kanada)

### Commando M Pigg
- 1995 - Kungen av Maj Folket av juni (samlings-CD)
- 2007 - Decenniet 1980-90 (samlings-CD)
- 2015 - När dom dumma har fest